# 下瀬隆直
下瀬 隆直（しもせ たかなお）は、江戸時代前期の武士。初めは周防国下松藩（徳山藩）士だったが、後に長州藩士となる。下瀬氏9代当主。

## 生涯
下瀬氏は石見国の国人・吉見氏の庶流。慶長12年（1607年）、吉見広長の重臣であった下瀬頼直の次男として誕生。
父・頼直は一時毛利氏を離れていたが、元和9年（1623年）に下松藩主・毛利就隆に招かれて仕官し、周防都濃郡野上村・大藤谷村・温見村の3ヶ村で200石を与えられた。同年5月に兄・頼常が死去したため、隆直が嫡男となった。
寛永2年（1625年）6月28日、毛利就隆から「隆」の偏諱と「七兵衛尉」の官途名を与えられ、「下瀬七兵衛尉隆直」と名乗る。
寛永19年（1642年）7月13日に父・頼直が死去し、隆直が家督を継いだ。しかし、万治2年（1659年）に就隆に暇乞いをして認められ、徳山藩を離れる。牢人となった隆直は「上領五郎左衛門」と名乗って、徳山から萩へ移り住み、後に長州藩2代藩主・毛利綱広に召し出されて、長州藩士となった。
寛文12年（1672年）7月27日に66歳で死去。嫡男の隆十が後を継いだ。